# 31e escadre aérienne de ravitaillement et de transport stratégiques
La 31e escadre aérienne de ravitaillement et de transport stratégiques est une unité de combat de l'Armée de l'air française activée le 27 août 2014 sur la base aérienne 125 Istres-Le Tubé.

## Unités constituantes
- Escadron de ravitaillement en vol et de transport stratégique 1/31 Bretagne,
- escadron de ravitaillement en vol et de transport stratégique 2/31 Esterel (transféré de Creil en 07/2023),
- escadron de transformation Phénix 3/31 Landes,
- escadron de ravitaillement en vol 4/31 Sologne,
- escadron de soutien technique aéronautique 15/31 Camargue,
- escadron de soutien technique spécialisé 15.093.

## Insigne
L'insigne de la 31e EARTS a été homologué le 1er janvier 2015 sous le numéro A 1451.
L'insigne reprend la forme générale des insignes des unités des forces aériennes stratégiques, en y ajoutant un cartouche marqué du numéro "31" de l'escadre.

## Base
Base aérienne 125 Istres-Le Tubé, depuis 2014.

## Commandants
- Lieutenant-colonel Olivier Roquefeuil (27 août 2014 - 8 juillet 2015) ;
- lieutenant-colonel Marc Alligier (8 juillet 2015 - 6 juillet 2018)[2] ;
- lieutenant-colonel Sébastien Pagès (6 juillet 2018 - 9 juillet 2019) ;
- lieutenant-colonel Guillaume Michel (9 juillet 2019 - 02 juillet 2021) ;
- lieutenant-colonel Laurent Guignard (02 juillet 2021 - 26 août 2022) ;
- lieutenant-colonel François Gilbert (26 août 2022 - 29 août 2024) ;
- lieutenant-colonel [Qui ?] (29 août 2024 - juillet[Quand ?] 2025).

## Appareils
- Boeing C-135FR ;
- Airbus A330 MRTT "Phénix" : le 12 octobre 2018, un appareil a effectué son premier vol dans l'armée de l'air, depuis la base aérienne 125 d'Istres. Ce premier vol marque le début de la campagne d'expérimentation, qui permettra de qualifier l'avion au ravitaillement en vol au sein de la 31e EARTS. L'Airbus A330 MRTT "Phénix" doit, à terme, remplacer les flottes d'avions stratégiques de l'Armée de l'air [C-135, A310 et A340 de l'escadron de transport 3/60 Esterel (qui disparaîtra dans les années 2020), dont il reprendra l'ensemble des missions[3]]. Six sont livrés fin 2021[4].